# Litoria spinifera
Espèce
Synonymes
- Hyla spinifera Tyler, 1968

Statut de conservation UICN

 LC  : Préoccupation mineure
Litoria spinifera est une espèce d'amphibiens de la famille des Pelodryadidae.

## Répartition
Cette espèce est endémique de Papouasie-Nouvelle-Guinée. Elle se rencontre entre 1 000 et 1 500 m d'altitude dans les monts Bismarck dans le haut bassin du fleuve Purari.

## Description
Les mâles mesurent de 38,4 à 42,3 mm et les femelles de 47,8 à 49,8 mm.

## Publication originale
- Tyler, 1968 : Papuan hylid frogs of the genus Hyla. Zoologische verhandelingen, vol. 96, p. 1-203 (texte intégral).